# Нагорянський заказник
Нагоря́нський зака́зник  — ботанічний заказник місцевого значення. Розташований між селами Козлів та Нагоряни Могилів-Подільського району Вінницької області.
Утворений Рішенням сесії Вінницької обласної ради у 2009 р. Перебуває у віданні Козлівської сільської ради. 
Обстеження даних ділянок проводилося Державним управлінням охорони навколишнього природного середовища у Вінницькій області спільно з науковцями інституту ботаніки ім. М. Г. Холодного НАН України і науковцями ботанічного саду ім. академіка О. В. Фоміна. 
Ботанічний заказник «Нагорянський» розташований у межах Придністровсько-Подільської лісостепової області, в природному районі — Могилівське Придністров'я. Абсолютні висоти поверхні знижуються в бік Дністра від 280—00 м. до 120—150 м., а глибина врізу річкових долин сягає від 60 до 180 м. Завдяки цьому, в структурі Ландшафтів характерне поєднання різних типів вододільних і прирічкових (долинних) місцевостей. У півдейній частині району домінують опідзолені і малогумуоні чорноземи. При значних запасах сонячного-тепла навесні і влітку на схилах південної та західної експозицій в ґрунтах може відчуватися недостача вологи. Значні площі (близько 15 % території краю) займають яружно-балкові місцевості.
З геологічного погляду територія Могилів-Подільського району Вінницької області розташована на південно-західній периферії Українського щита, де спостерігається заглиблення кристалічного фундаменту в сторону Дністра. 
В межах дослідженоїтериторії існує багато відслонень сеноману, однак найбільше наукове й пізнавальне значення мають відслонення в околицях сіл Кремінне, Нагоряни, Лядова. Представлені ці відклади різноманітними вапняками, глинами, тршелами, опоками та кременем. 
Клімат території помірно-континентальний. Певні корективи в температурний режим та кількість опадів вносять глибокі долини річок, що визначають особливості мікроклімату. Район належить до  Лісостепової зони Східноєвропейської широколистяної геоботанічної провінції за геоботанічним районуванням і в межах Дністровсько-Дніпровської Лісостепової фізико-географічної провінції — за фізико-географічним районуванням. В ландшафтному відношенні на даній території переважають лучно-степові підвищені розчленовані й терасовані природно-територіальні комплекси. За флористичним районуванням територія віднесена до Карпатсько-Північнобалканської провінції, а в межах України до ботаніко-географічного району Правобережного Лісостепу. В минулому значна району була вкрита лісами, переважно дубово-грабовими, особливо на високих елементах рельєфу (вододілах та їхніх схилах) про свідчать поширені тут опідзолені ясно-сірі та сірі лісові ґрунти.
При проведенні обстеження лісових дубово-грабових масивів на сухих, кам'янистих сонячних схилах біля села Нагоряни було виявлено природні популяції клокички перистої — реліктового виду, занесеного до Червоної книги України. Згідно зі шкалою категорій, прийнятих Комісією з рідкісних та зникаючих рослин Міжнародного союзу охорони навколишнього природного середовища, має II категорію рідкісності — не піддається прямій небезпеці зникнення, але зустрічається зрідка в межах ареалу, або на обмеженій території в одному місці. Популяція клокички перистої у с. Нагоряни є нормальною повночленною з переважанням середньовікових особин. Дана популяція може існувати довготривалий час, якщо не будуть змінюватися умови існування.
Трав'яниста рослинність на відкритих схилах ярів та балок представлена добре збереженими степовими угрупованнями домінуванням ковили волосистої, осоки низької, бородача звичайного, костриці валійської з участю типових для регіону степових видів. Для даної ділянки властива різноманітність петролітичного компоненту ландшафту в якому особливу цінність виявляють верхньомезозойські пісковики, вапняки і мергелі. У лишайниниковому покриві переважають кальцієфільні види, зокрема: акароспора сіро-коричнева, аспіцілія сизо-сіра, калоплака оранжева, калоплака городчаста, калоплака мінлива, канделаріела золотистенька, лекапора рівнинна, лекапора дрібногородчаста, лоботалія промениста, рінодіна занурена, рінодіна Бішоффа, саркогіне правильна, колема чубата, верукарія вапнякова, верукарія чорнувата. Відмічені види вперше наводяться для території Вінницької області. 
На степових ділянках виявлено місцезростання одного виду, занесеного до Червоної книги України, це ковила волосиста і 6 регіонально рідкісних видів: відкасник Біберштейна, горицвіт весняний, залізниця чубата, осока низька, перлівка трансильванська, оман мечолистий. 
Виявлено угруповання двох синтаксонів, занесених до «Зеленої книги України»: формація ковили волосистої і осоки низької.

## Галерея

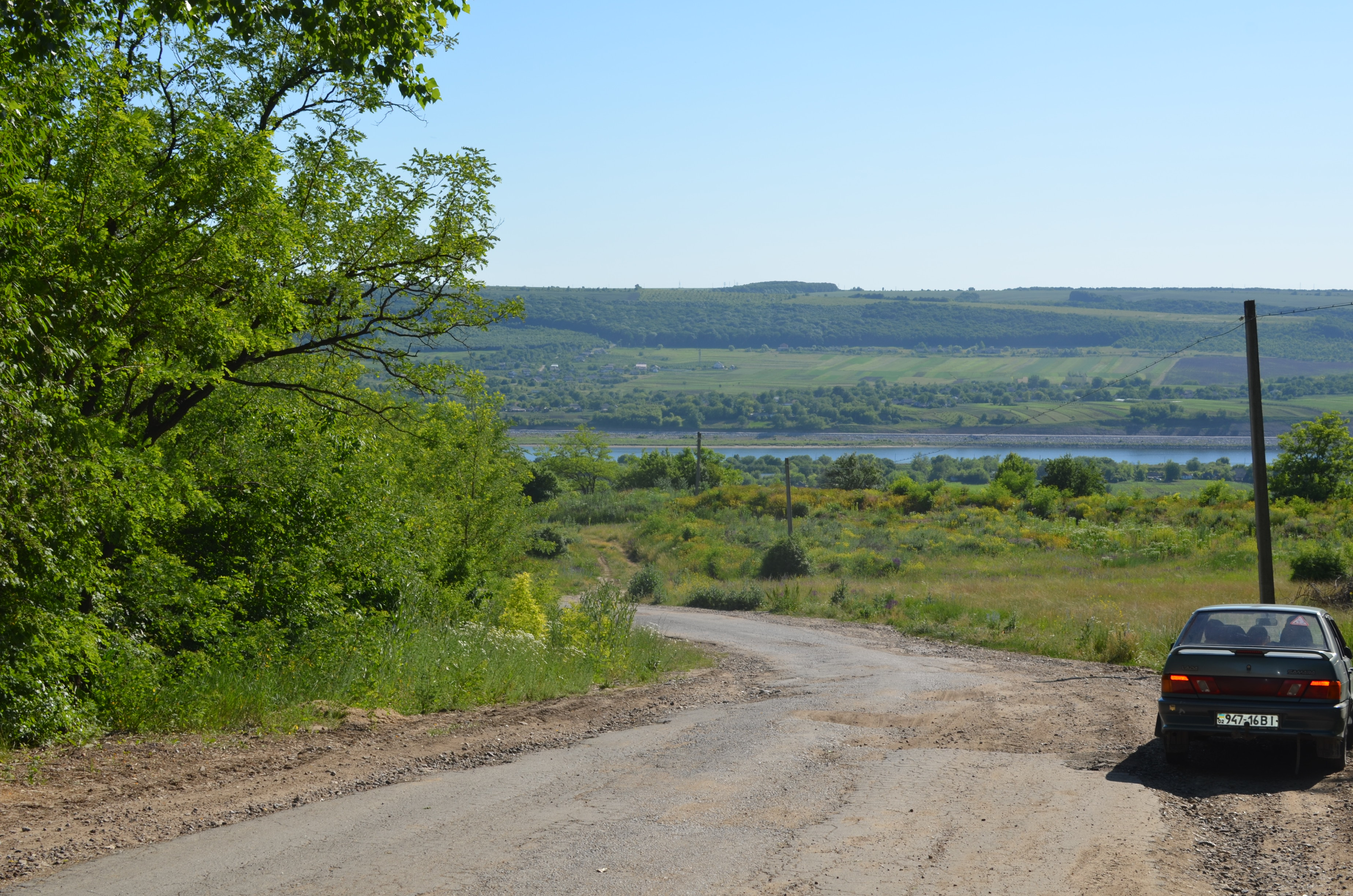
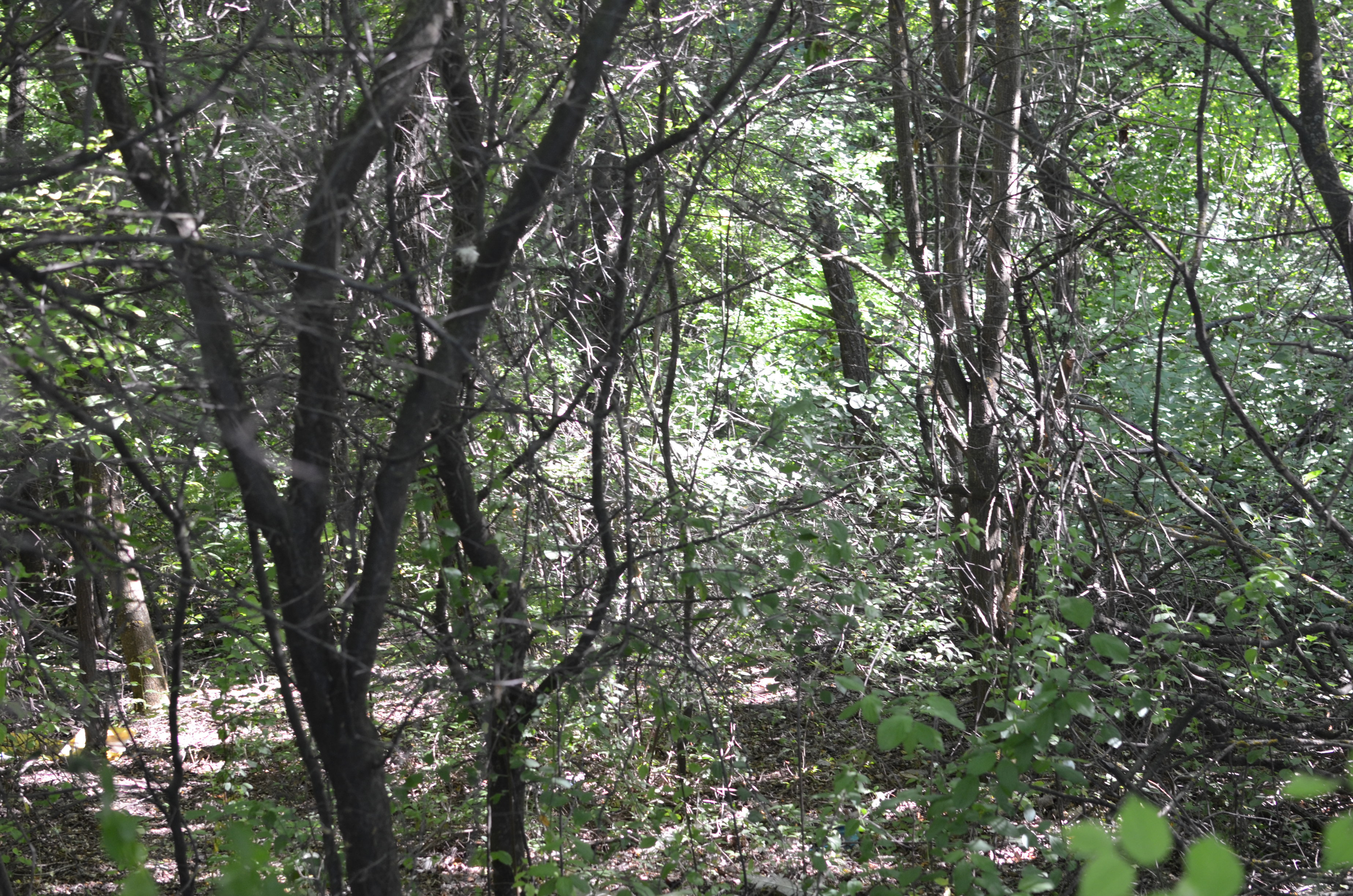
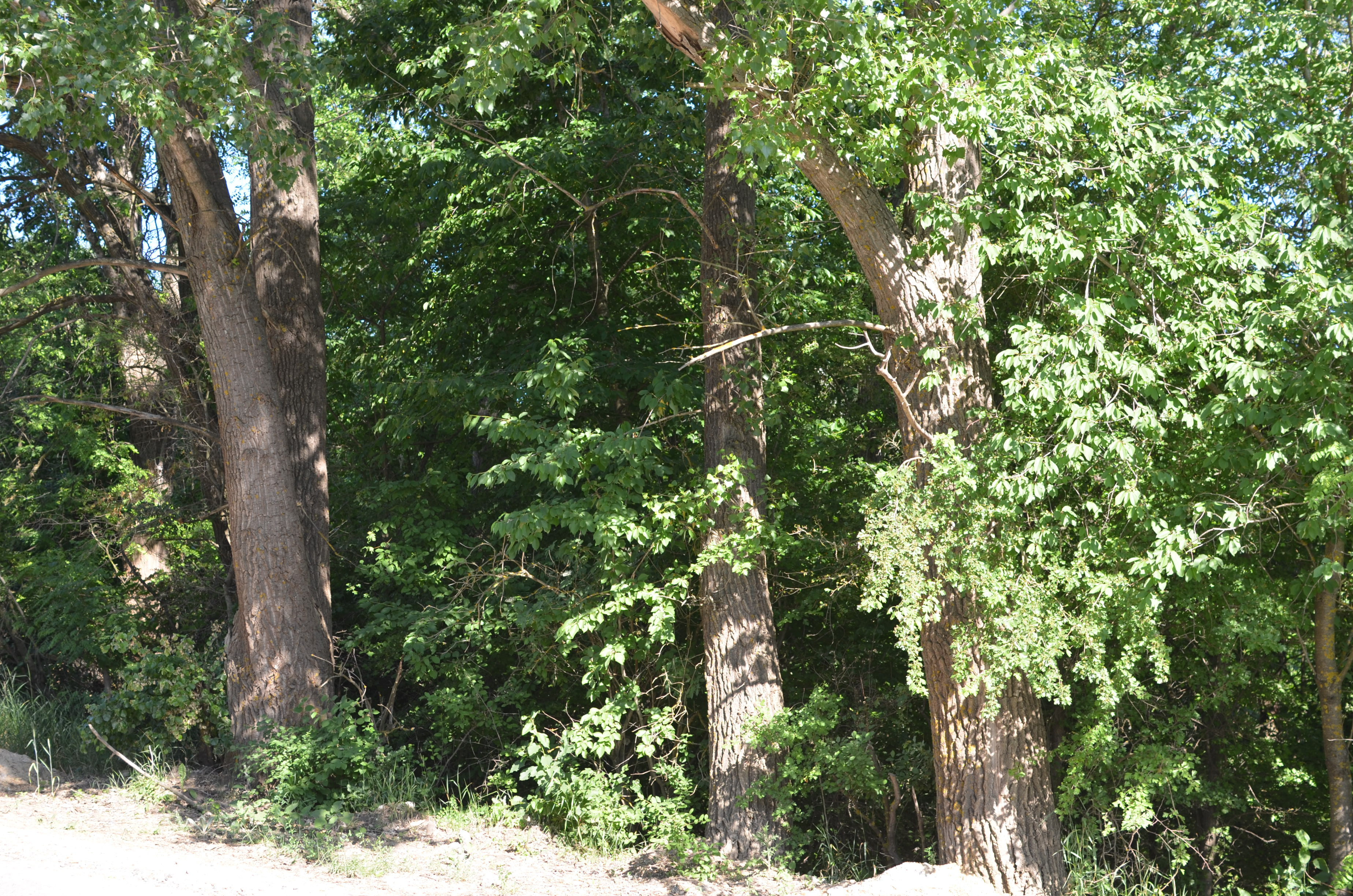
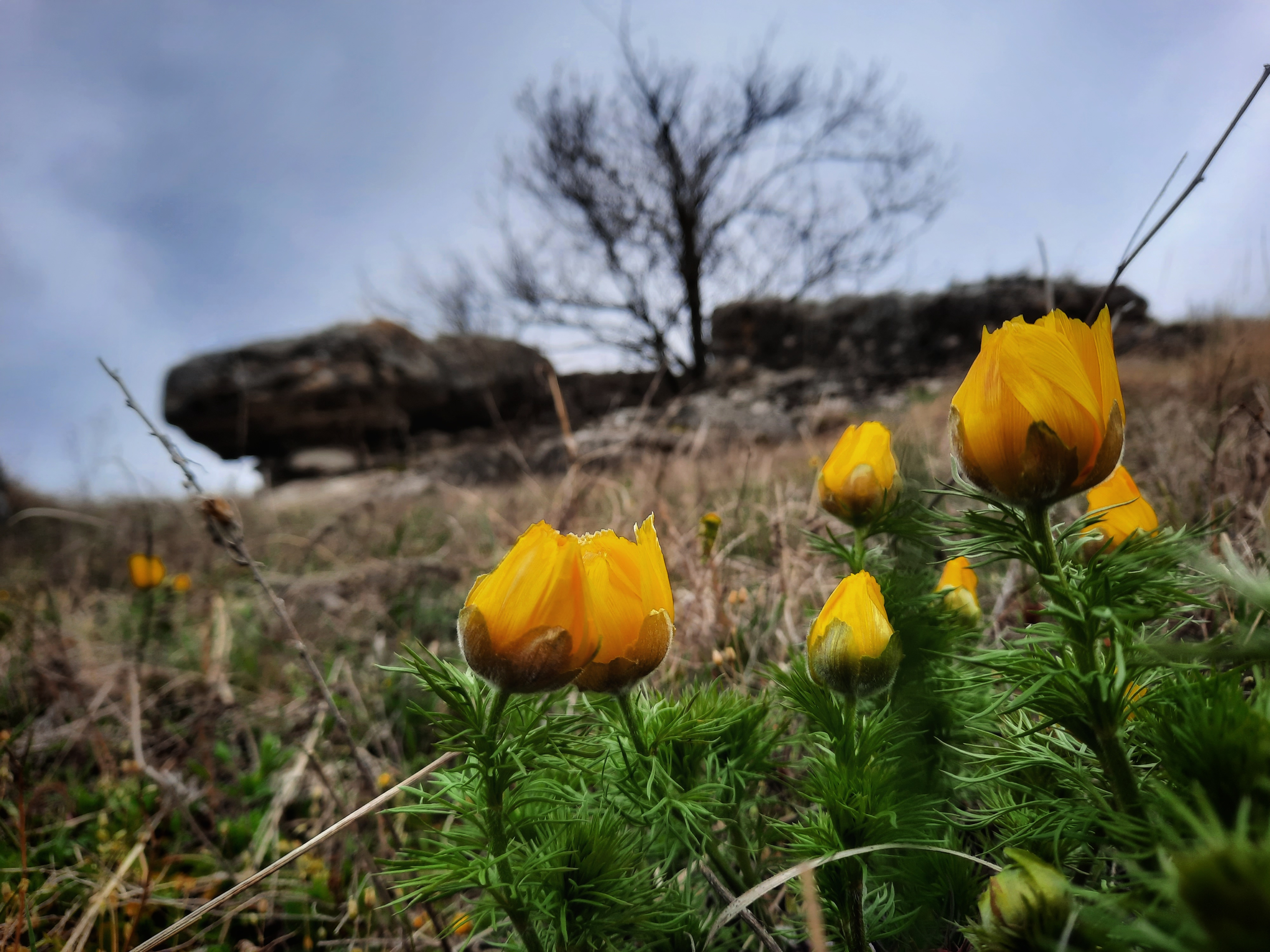
Горицвіти на схилах Дністра